# 吕塞 (奥恩省)
吕塞（法語：Lucé）是法国奥恩省的一个旧市镇，位于该省西南部，属于阿朗松区。该市镇总面积6.09平方公里，2009年时的人口为83人。
吕塞已于2016年1月1日起和相邻的另外6个市镇合并成为"瑞维尼-瓦勒当代讷"（Juvigny Val d'Andaine）。

## 人口
吕塞人口变化图示